# Lee Soo-bin (Fußballspieler)
Lee Soo-bin (kor. 이수빈; * 7. Mai 2000 in Gwangju) ist ein südkoreanischer Fußballspieler.

## Karriere

### Verein
Lee Soo-bin erlernte das Fußballspielen in der Schulmannschaft der Kyungyang Elementary School sowie in der Jugendmannschaft der Pohang Steelers. Hier unterschrieb er 2019 auch seinen ersten Profivertrag. Der Verein aus Pohang spielte in der ersten Liga des Landes, der K League 1. In seinem ersten Profijahr absolvierte er 28 Spiele für Pohang. Die Saison 2020 spielte er leihweise für den Ligakonkurrenten Jeonbuk Hyundai Motors, wurde dort nationaler Meister sowie Pokalsieger und nahm an der AFC Champions League teil. Nach seiner Rückkehr war Lee weitere zwei Jahre für die Steelers aktiv, ehe er Anfang 2023 fest zu den Jeonbuk Hyundai Motors wechselte.

### Nationalmannschaft
Von 2014 bis 2021 absolvierte Lee Soo-bin 24 Partien für diverse südkoreanische Jugendnationalmannschaften und erzielte dabei einen Treffer.

## Erfolge
Jeonbuk Hyundai Motors
- Koreanischer Meister: 2020
- Koreanischer Pokalsieger: 2020